# 瓦屋山腹链蛇
瓦屋山腹链蛇（学名：Hebius metusia）为水游蛇科东亚腹链蛇属的爬行动物。在中国大陆，分布于四川等地，其标本采集自林中空地、针叶林或针叶阔叶混交林中、池塘中以及溪畔等处。其生存的海拔范围为1200至1470米。该物种的模式产地在四川瓦屋山。

## 保护
本种于2023年被收录入《有重要生态、科学、社会价值的陆生野生动物名录》。